# Omaguacua truncata
Omaguacua truncata là một loài bướm đêm trong họ Geometridae.